# Gończy Polski
Der Gończy Polski ist eine von der FCI anerkannte Hunderasse aus Polen (FCI-Gruppe 6, Sektion 1.2, Standard Nr. 354).
Der Gończy Polski gehört wie sein Verwandter der Ogar Polski zu den Laufhunden oder Bracken. Von der Gestalt her ist er mit bis zu 59 cm kleiner und leichter. Das Fell ist kurz und anliegend, in vielen Farben von schwarz mit Brand bis rötlich braun. Der Kopf hat einen deutlichen Stop. Die auf der Höhe der Augen angesetzten hängenden Ohren sind mittelgroß bis groß mit abgerundeten Spitzen. Die Rute reicht bis etwas über das Fußgelenk und wird in Erregung säbelförmig waagerecht über der Rückenlinie getragen.